# Machaerota foveata
Machaerota foveata är en insektsart som först beskrevs av Maa 1949.  Machaerota foveata ingår i släktet Machaerota och familjen Machaerotidae. Inga underarter finns listade i Catalogue of Life.